# Mulher dando bolsada em neonazista
 Mulher com bolsa de mão, ou Mulher atingindo neonazi com a bolsa (em sueco: Kvinnan med handväskan) é uma famosa fotografia tirada em Växjö, Suécia, em 13 de abril de 1985, pelo fotógrafo sueco Hans Runesson. 
A foto retrata uma polonesa de 38 anos de idade dando uma bolsada em um neonazista que marchava pela cidade. A fotografia foi tirada durante uma manifestação de simpatizantes do Partido do Reich Nórdico (Nordiska rikspartiet – NRP). Foi publicada no dia seguinte no jornal Dagens Nyheter e, alguns dias depois, em jornais britânicos. A fotografia foi eleita “foto sueca do ano de 1985” e, posteriormente, como a foto do século pela revista Vi e pela Sociedade de Fotografia Histórica da Suécia.
A mulher fotografada é Danuta Seń-Danielsson, cometeu suicídio em 1988, 2 anos após a foto ser tirada. Danielsson nasceu na Polônia e tinha se mudado recentemente para a Suécia na época em que a fotografia foi tirada. Sua mãe havia sido prisioneira no campo de concentração de Majdanek, durante a Segunda Guerra Mundial. 
Danielsson não gostava da fotografia e não gostava de discuti-la publicamente, nem mesmo com amigos, embora Runesson afirma ter ficado amigo dela após ter tirado sua fotografia.
Em 2014, a escultora sueca Susanna Arwin fez uma estátua em miniatura da cena. Foi então sugerido que fosse erguida uma escultura em bronze e em tamanho real da estátua de Arwin na cidade de Växjö, mas o projeto foi rejeitado pelo Comitê de Cultura município, devido ao receio de que a estátua promoveria a violência e respeitando o desejo da família, que não desejava que Danielsson fosse lembrada dessa forma. A estátua foi, então, colocada na cidade sueca de Bankgatan 1, 441 30 Alingsås, Suécia.

## Ligação externa
- Página oficial de Hans Runesson (em sueco)